# Adam Hollanek
Adam Hollanek (Lwów, 1922. október 4. – Zakopane, 1998. július 28.) lengyel tudományos-fantasztikus író, újságíró, a Fantastyka magazin egyik alapítója.

## Élete
Középiskoláit szülővárosában végezte, a Stefan Batory gimnáziumban. Aktívan részt vett az iskola kulturális életében, irodalmi és színjátszókört szervezett, valamint megalapította a Nurtem Skamandra című iskolai lapot. A második világháborúban Lvov német megszállása alatt a Tífusz- és Víruskutató intézetben tetveket táplált Rudolf Weigel professzor vezetésével (ebben az időben a tífusz elleni vakcina előállításának egyetlen módja ez volt). Diplomája megszerzése után a Lengyel Színház színházi stúdiójában tanult, valamint illegális irodalmi esteken vett részt. Lvov szovjet megszállása után a színházzal együttműködve a háború után megszervezte Stanisław Wyspiański Warszawianka című darabjának előadását. Ő maga színészként a Żołnierzu Polskim című darabban debütált. Lvov elcsatolása után Krakkóba ment, ahol anyja angol nyelvet tanult a Jagelló Egyetem bölcsészettudományi karán. Apja és testvére a Varsói felkelésben meghalt. 1945 és 1946 közt Krakkóban a Lengyel Rádió műsorvezetője volt, 1948-1949 közt az Anglia Hangja munkatársa volt. Ezeket az állásait elvesztette, ezután egy ideig álnéven tett közzé publicisztikákat a Gazeta Krakowska-ban és a Dziennik Polski-ban. 1970-ben Varsóba költözött, s a Trybunie Ludu-ban is jelentetett meg cikkeket.
A hetente megjelenő Zdrazenia alapítója, egyben főszerkesztője volt 1956-ban. Társalapítója volt az először 1982-ben megjelenő Fantastyka (később: Nowa Fantastyki) című tudományos-fantasztikus lapnak. Itt 1990-ig töltötte be a főszerkesztői tisztet, de ezután is a lap munkatársa maradt.  Első fantasztikus regénye 1958-ban jelent meg Katastrofa na „Słońcu Antarktydy címmel. Több, mint harminc népszerű regény szerzője volt. Élete végén aktívan támogatta a Towarzystwa Miłośników Lwowa i Kresów Wschodnich (Lvov és a Keleti Határvidék Barátainak Társasága) tevékenységét. Zakopanéban, vakáció közben hunyt el, Varsóban helyezték végső nyugalomra a Powązki temetőben.

## Válogatott munkái

### Regények
- Katastrofa na „Słońcu Antarktydy” (1958)
- Zbrodnia wielkiego człowieka (1960)
- Jeszcze trochę pożyć (1980)
- Olśnienie (1982)
- Kochać bez skóry (1983)
- Ja z Łyczakowa (1991)
- Księżna z Florencji (1988)
- Pacałycha – (1996)
- Mudrahela: Tragiczna opowieść lwowska (1997)

### Antológiák
- Plaża w Europie (1967)
- Muzyka dla was, chłopcy (1975)
- Ukochany z Księżyca (1979)
- Bandyci i policjanci (1982)
- Skasować drugie ja (1989)
- Pies musi wystrzelić (2009)

### Népszerű ismeretterjesztő munkák
- Węgiel nasze czarne złoto (1954)
- Niewidzialne armie kapitulują (1954)
- Sprzedam śmierć (1961)
- Skóra jaszczurcza (1965)
- Lewooki cyklop (1966)
- Nieśmiertelność na zamówienie (1973)
- Sposób na niewiadome (1978)

### Esszék
- Geniusz na miarę epoki (Fantastyka, 3/86)
- A jednak romantyzm (Fantastyka 2/88)

### Verseskötetek
- Pokuty (1987)
- Ja – koń, ja Żyd (1995)
- Landszafty (1996)

## Magyarul megjelent művei
- Adam Hollanek: Még egy kicsit élni / Konrad Fiałkowski: Homo divisus; ford. Nemere István; Móra, Bp., 1988 (Galaktika Fantasztikus Könyvek)
- Mint a trójai faló (novella, Téren és időn túl című antológia, 1988)
- Lem, a század zsenije (esszé, Galaktika 74., 1986)
- Kettesben (novella, Galaktika 84., 1987)
- Megkérdeztük… Adam Hollaneket, a Fantastyka főszerkesztőjét (interjú, Galaktika 95., 1988)
- Lem és az ufók (esszé, Galaktika 142., 1992)

## Fordítás
- Ez a szócikk részben vagy egészben  az   Adam Hollanek című lengyel Wikipédia-szócikk ezen változatának fordításán alapul.  Az eredeti cikk szerkesztőit annak laptörténete sorolja fel. Ez a jelzés csupán a megfogalmazás eredetét és a szerzői jogokat jelzi, nem szolgál a cikkben szereplő információk forrásmegjelöléseként.